# Atletika na Letních olympijských hrách 1992 – 200 metrů ženy
Běh na 200 metrů žen na Letních olympijských hrách 1992 se uskutečnil ve dnech 3.–6. srpna na Olympijském stadionu v Barceloně. Zlatou medaili získala Američanka  Gwen Torrenceová, stříbrnou Juliet Cuthbertová z Jamajky a bronz další Jamajčanka Merlene Otteyová.

## Výsledky finálového běhu
| *                | jméno                 | země                   | čas   |
| ---------------- | --------------------- | ---------------------- | ----- |
| Zlatá medaile    | Gwen Torrenceová      | Spojené státy americké | 21,81 |
| Stříbrná medaile | Juliet Cuthbertová    | Jamajka                | 22,02 |
| Bronzová medaile | Merlene Otteyová      | Jamajka                | 22,09 |
| 4                | Irina Privalovová     | Sjednocený tým         | 22,19 |
| 5                | Carlette Guidry-White | Spojené státy americké | 22,30 |
| 6                | Grace Jacksonová      | Jamajka                | 22,58 |
| 7                | Michelle Finnová      | Spojené státy americké | 22,61 |
| 8                | Galina Malčuginová    | Sjednocený tým         | 22,63 |